# 陸徵 (永樂進士)
參數所指定的目標頁面不存在，建議更正成存在頁面或直接建立下列一個頁面（建立前請先搜尋是否有合適的存在頁面可以取代）：
- 陆征

陸徵（1391年—1445年），字尚實，別號靜習，南直隶松江府上海縣人，明朝政治人物。

## 生平
永樂十二年（1414年）甲午科應天府鄉試舉人，十九年（1421年）辛丑科賜進士出身。擢礼部精膳司主事。宣德四年（1429年），复丁内艰，服除，改授本部主客司。出爲福建汀州府知府，在任八年，卒于官，年五十五。